# Juan Párix
Johannes Parix, conocido en España como Juan Párix de Heidelberg (Heidelberg, primera mitad del siglo XV - Toulouse, 1502) fue un impresor alemán que trabajó en Italia, en Francia y en España, donde fue el primero en imprimir libros, instalando la primera imprenta española en la ciudad de Segovia, a la que se trasladó en 1472 a instancias de Juan Arias Dávila, obispo de la ciudad. De su prensa salió en 1472 el Sinodal de Aguilafuente, el primer libro impreso en España.

## Biografía
Nacido durante la primera mitad del siglo XV en la ciudad alemana de Heidelberg, cercana a Maguncia, la cuna de la imprenta, lo que explica su formación como impresor. Se trasladó a Roma, donde trabajó desde finales de los años 1460 hasta comienzos de la década de 1470, posiblemente en el taller de Ulrico Han; allí destacó por el uso de la letra redonda que caracteriza su obra, en vez de utilizar la letra gótica usada por los alemanes. Por haber sido empleado de Han, no se encuentra ningún rastro de su etapa, y su trabajo en la ciudad se relaciona con los talleres de los alemanes Konrad Sweynheim, Arnold Pannartz y el de Gregorius Lau.
Desde Roma se trasladó a Segovia en 1472 a instancias de Juan Arias Dávila, obispo de Segovia, con el fin de que proveyese de obras impresas para la formación del clero en el estudio general, fundado en 1466 por privilegio de Enrique IV de Castilla, y del que Arias Dávila era superintendente. Su llegada a Segovia pudo estar motivada por la crisis que vivió la imprenta en Roma entre 1471 y 1472, y Arias Dávila habría conocido la imprenta en un viaje a Roma en 1470. Instaló su taller en la ciudad, constituyendo la primera imprenta en España, y de su prensa salió ese mismo año el Sinodal de Aguilafuente, el primer libro impreso en España. Se trata de la impresión del manuscrito Códex canónum en el que se recogen las actas del sínodo diocesano convocado por el obispo Arias Dávila en Aguilafuente (Segovia) entre el 1 y el 10 de junio de 1472. Su trabajo en Segovia se centró en obras jurídico-canónicas y religiosas, imprimiendo un total de ocho libros, aunque existe un noveno que también pudo salir de su taller.
Posiblemente debido a los problemas que le ocasionó la publicación del Tratado de confesión de Pedro Martínez de Osma, considerado herético y condenado por la inquisición española, se trasladó a Toulouse (Francia) entre 1475 y 1476, abriendo la primera imprenta de la ciudad. Su etapa francesa está mucho más documentada que la española, y allí imprimió medio centenar de libros, entre los que se encuentran dos ediciones de obras que publicó en Segovia, y también publicó libros en castellano. Desde 1479 cambió el tipo de letra por una gótica más pequeña y en sus libros comienza a incluir los datos de población, impresor y fecha, mientras que en Segovia solo incluía en el colofón su nombre, gentilicio y nacionalidad.
Se asoció con otros impresores como Henri Turner, Esteban Clebat o Enrique Mayer, y en 1491 aún mantenía relaciones profesionales con otros impresores en España, como su paisano el impresor Juan Rosenbach, así como con el religioso navarro Pedro Verdet y el aragonés Dionisio de la Roche. Falleció en Toulouse en 1502.

## Obra

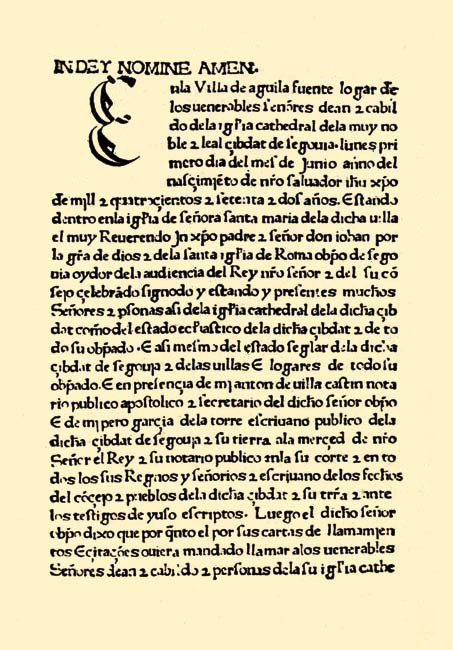
Página del Sinodal de Aguilafuente primer incunable publicado en España (1472).

Su obra segoviana se divide en tres etapas, en función del formato y tipo de papel que empleó. Imprimió un total de ocho libros, todos ellos en latín, a excepción del primero, el Sinodal de Aguilafuente, que se publicó en castellano. Además, existe un noveno libro, del que no se conservan ejemplares, pero que debió de salir de su imprenta. La mayoría de sus obras segovianas llevan su nombre en el colofón, incluyendo el gentilicio «de Heidelberg» y «alimanus», pero en ninguna aparece la fecha y lugar de publicación. Se conservan veintitrés ejemplares impresos de su obra, siendo el Archivo Catedralicio de Segovia el que más conserva, con seis impresos y tres manuscritos. También conserva cuatro obras la Biblioteca Nacional de España y tres la Universidad Complutense de Madrid, y el resto están diseminadas por diferentes bibliotecas nacionales y extranjeras. Las obras que publicó Párix en Segovia fueron:
- 1472: Sinodal de Aguilafuente, impreso a partir del manuscrito Códex canónum en el que se recogen las actas del sínodo diocesano convocado por el obispo Juan Arias Dávila en Aguilafuente (Segovia) entre el 1 y el 10 de junio de 1472. Tanto el manuscrito original como el incunable se conservan en el archivo catedralicio de Segovia.
- Expositiones nominum legalium, un vocabulario de términos jurídicos dirigido a personas no iniciadas en Derecho.[2]
- Glossae de Briviesca et Alcala, que incluye el Ordenamiento de Briviesca de 1387 y el de Alcalá de 1348. Se suelen atribuir a Alonso Díaz de Montalvo, pero es posible que esta edición corresponda al obispo Arias Dávila.[2]
- Commentaria in symbolum «quicumque vult», conocido tratado teológico de Pedro Martínez de Osma que tenía finalizado el 1 de junio de 1472.[2]
- Modus confitendi, obra del portugués Andrés Dias de Escobar, se trata de un manual de confesión que tuvo gran difusión en el siglo XV.[2]
- c. 1473: Singularia iuris, un conjunto de estudios breves de Luis Pontano.[2]
- c. 1473: Repertorium iuris, recopilación de textos de derecho canónico de Juan de Milis. Su manuscrito original está datado el 2 de abril de 1471 y se conserva en el archivo catedralicio de Segovia.[2]
- c. 1474: Apparatus super libros Institutionum, de Juan de Platea, un comentario de las Instituciones de Justiniano. Su manuscrito también se conserva en el archivo catedralicio segoviano, así como ejemplares de las ediciones de Juan Siber, Juan Moylin y Pedro Fradin, la primera a finales del siglo XV y las dos restantes en el siglo XVI.[2]
- Tractatus de Confessione, tratado de confesión de Pedro Martínez de Osma, del que no se conservan ejemplares porque fue condenado por herética por la Inquisición de Zaragoza y quemado en público. Se conoce su existencia a partir del proceso por el que el autor fue condenado por la inquisición. Su impresión está atribuida a Párix.[2]

Dentro de sus obras publicadas en Francia están:
- 1476/7: Singularia iuris, obra de Luis Pontano que ya publicó en Segovia.[2]
- 1488: Faules d’Isop, junto a Esteban Clebat.[4]
- 1489: Historia de Melusina, obra de Jean d'Arras, que publicó en castellano el 14 de julio de 1489 junto a Esteban Clebat.[5]
- 1490: Modus confitendi, obra de Andrés Dias de Escobar que también publicó en Segovia.[2]